# Pincenez
En pincenez er et par briller uden stænger. Ordet pincenez kommer fra det franske ord pincer, at knibe eller klemme, plus ordet nez, der betyder næse, altså en næseklemmer. Man sætter sin pincenez direkte på næsen, og den holdes så på plads ved en art klemme.